# Institut za društveno-politička istraživanja
Institut za društveno-politička istraživanja (IDPI) je neovisni centar za istraživanje područja organizacije države i upravljanja. Sjedište IDPI-a je u Mostaru, a osnovan je krajem 2013. IDPI se posebice bavi pitanjima bitnim za Bosnu i Hercegovinu koja se vežu za očuvanje njezinih višenacionalnih i multikultiralnih osobina.
Cilj IDPI-a je također razvoj, primjena, unapređenje ideja i modela kojima se stvara čvrsta veza između države, odnosno njezinih institucija i društva, odnosno skupina koje ga čine. Koristi međunarodna iskustva i izvore na području ključnih izazova s kojima se suočavaju moderne države, s posebnim naglaskom na sustav organizacije, vladavine i upravljanja Europske unije. Također se bavi bosanskohercegovačkim problemima koji su društveno opravdani u skladu s načelom legitimnosti uz puno prihvaćanje bosanskohercegovačke društvene različitosti. Djelovanje IDPI-a također se vodi i načelima zaštite individualnih i kolektivnih, odnosno prava nacionalnih manjina.
Djelokrug IDPI-a vrlo je širok. Institut se bavi znanstvenim istraživanjima, savjetodavnim djelovanjem, praktičnim analizama i davanjem preporuka koje obrađuju uža pitanja vezana za djelovanje i koordinaciju javnih dužnosti. Posebna pažnja predana je praktičnom istraživanju temeljenim na empiriji, čiji rezultati doprinose razvoju dobre organizacije upravljanja. Kako su pitanja federalizma, decentralizacije i upravljanja konfliktima od ključne važnosti za Bosnu i Hercegovinu, IDPI im je pristupio iz afirmativnog međunarodno-komparativnog gledišta s ciljem unapređenja društvenopolitičkih odnosa i struktura u Bosni i Hercegovini. IDPI je predao strateško opredjeljenje u bavljenju s ta tri pitanja. Između ostalog, IDPI posebnu pažnju posvećuje: teoriji i praksi federalizma, prevenciji i upravljanju konfliktom, zaštiti manjina, europeizaciji i globalizaciji, oblicima vladanja i upravljanja, javnoj upravi, horizontalnoj i vertikalnoj suradnji i koordinaciji, prekograničnoj suradnji i upravljanju resursima.
Stručni tim IDPI-a čine: Dejan Vanjek (Sarajevo), politolog; Josip Blažević (Mostar), novinar; Milan Sitarski (Beograd), povjesničar; Ivan Vukoja (Ljubuški), sociolog. Suradnici Instituta su novinar Tvrtko Milović (Sarajevo) i politolog Boško Picula (Šibenik), a vanjski savjetnik je politolog Dražen Pehar (Zenica).

## Vanjske poveznice
- Službena stranica Istituta za društveno-politička istraživanja